# 太田村 (岡山県)
太田村（おおたそん）は、岡山県赤磐郡にあった村。現在の岡山市東区の一部にあたる。

## 地理
吉井川の中流右岸に位置し、南部に沖積地が広がる。
- 山岳：大盛山、倉懸山、大森山[2]

## 歴史
- 1889年（明治22年）6月1日、町村制の施行により、磐梨郡二日市村、万富村、大井村、鍛冶屋村が合併して村制施行し、太田村が発足[1][2]。旧村名を継承した二日市、万富、大井、鍛冶屋の4大字を編成[2]。
- 1900年（明治33年）4月1日、郡の統合により赤磐郡に所属[1][2]。
- 1932年（昭和7年）4月1日、赤磐郡吉岡村と合併し万富村を新設して廃止された[1][2]。合併後、万富村大字二日市・万富・大井・鍛冶屋となる[2]。

### 地名の由来
合併各村のうち著名な字から。

## 産業
- 農業、商業[2]

## 交通

### 鉄道
- 1891年（明治24年）山陽鉄道（現山陽本線）が岡山まで開通し、1897年（明治30年）万富駅開設[2]。